# Rhodaphodius foetens
Rhodaphodius foetens är en skalbaggsart som beskrevs av Fabricius 1787. Rhodaphodius foetens ingår i släktet Rhodaphodius och familjen Aphodiidae. Inga underarter finns listade i Catalogue of Life.